# Rhadinopasa tanganyika
Rhadinopasa tanganyika är en fjärilsart som beskrevs av Clark 1938. Rhadinopasa tanganyika ingår i släktet Rhadinopasa och familjen svärmare. Inga underarter finns listade.